# Capilla Nuestra Señora del Carmen (Cúcuta)
Capilla Nuestra Señora del Carmen o Capilla del Carmen, es una capilla o pequeña iglesia, ubicada en la ciudad colombiana de Cúcuta. Fue una de las pocas edificaciones que sobrevivieron al Terremoto de Cúcuta de 1875, y actualmente es considerada el templo católico más antiguo de la ciudad. Está situada en el centro de Cúcuta frente al parque Colón, en la esquina de la Avenida Segunda con Calle 13, en cercanías al Barrio Caobos.
El terremoto en realidad destruyó la parte trasera de la iglesia, pero el característico muro frontal quedó en pie. Posteriormente se reconstruyó el templo teniendo de base el antiguo frontis. Es de notar que la capilla anteriormente estaba ubicada en la misma avenida, pero en la esquina de la calle 14, igualmente al lado de la Biblioteca Julio Pérez Ferrero. Antiguamente se llamaba Iglesia San Juan de Dios.
Esta iglesia, alberga una réplica de una imagen del Señor de los Milagros de Buga y en ella se realizan misas de sanación, los días 14 de cada mes.